# 舊書店街
舊書店街、二手書店街，是指城市或城鎮內二手書店鋪集中的地方，通常位於一個街道或街區。
世界規模最大的舊書店街是在日本東京都千代田区神田神保町的神田古書店街，專賣學術讀物的古書店街是位於日本東京都新宿区西早稻田的早稻田古書店街。一般情況下，在學校附近，學生聚集的地方常有舊書店街出現。
臺灣可考據的最早舊書店街是日治時期位在台北市西門町之南的新起町（今萬華區漢中街、中華路、西門紅樓一帶），當時台北市的舊書店主要分布於此，舊書店同業公會「台北古書籍商組合」就設在該町。第二次世界大戰後，台北市中華商場有為數不少的舊書店，中華商場拆除後有些店家移至建國中學附近的牯嶺街以及光華商場，但店家數量減少至零星數家而無法成為一條「街」。